# 車力村
車力村（しゃりきむら）は青森県西津軽郡に位置する日本海に面した村である。2005年2月11日のつがる市発足により廃止された。

## 地理
- 海:日本海（七里長浜）
- 山:屏風山、往古之木嶺、三吉山
- 河川:岩木川、山田川、早川
- 湖沼:十三湖、田光沼、牛潟池、袴形池、カスベ沼、権現沼、サビシロ沼

### 隣接していた自治体
- 西津軽郡：木造町、稲垣村
- 北津軽郡：中里町、市浦村

## 歴史
村名由来
「車力」の語源は西方に広がる屏風山砂丘の砂に因み「砂力」(サリキ)とする旧地名説や、鎌倉幕府の御家人柾子弾正が京都から赴任した時に牛車を持ってきたという伝承に因む説など、集落には東部にある柾子館跡（まさこだて）に関わる名前由来の伝承が多い（車力《しゃりき》は古語で荷物の運搬を業としていた者のことをいう-車力村史）。「サルキ（草原の湿地帯 = 湿原）」とするアイヌ語説も戦後に生まれたがいずれも決定的なものではない。

### 沿革
- 1889年（明治22年）4月1日 - 町村制施行により車力村・下車力村・牛潟村・下牛潟村・豊富村・富萢村の6村が合併して村制施行し、車力村が発足。
- 2005年（平成17年）2月11日 - 木造町、森田村、柏村、稲垣村と合併してつがる市となる。

## 産業

### 漁業
- 車力漁港

### 農業
『大日本篤農家名鑑』によれば、車力村の篤農家は「佐々木三之助、相川景雄、鳴海藤助、鳴海廉之助、工藤七五郎」などがいた。

## 姉妹都市・提携都市
- アメリカ合衆国メイン州バス市

農業技術交流
- モンゴル国[3]

## 地域

### 教育
- 車力保育園
- 富萢保育園
- 車力幼稚園
- 車力小学校
- 富萢小学校
- 富萢小学校清水分校
- 牛潟小学校
- 車力中学校
- 木造高校車力分校

### 観光
- 高山稲荷神社
- しゃりきサンセットドーム
- ウェルネスセンターしゃりき温泉
- むらおこし拠点館フラット

## 神社・寺院

### 神社
- 浜明神
- 神明宮
- 伊豆神社
- 三吉稲荷神社
- 豊崎稲荷神社
- 天満宮
- 大山祗神社
- 七面大明神
- 八幡宮
- 大鳥居
- 長尾神社
- 高山稲荷神社
- 宗像神社

### 寺院
- 地蔵堂
- 正安寺

## 橋
- 権現橋
- 稔橋
- 豊富橋
- 車力橋
- 砂山橋

## 交通

### 道路
- 青森県道2号屏風山内真部線
- 青森県道12号鰺ケ沢蟹田線
- 青森県道43号五所川原車力線
- 青森県道189号富萢薄市線
- 青森県道228号高山稲荷神社線

### 路線バス
- 弘南バス

## 出身有名人
- 出羽ノ花好秀（1950年代に活躍した、大相撲力士）
- 鳴海廉之助（畜産家、大地主、立誠銀行、金兵衛銀行各頭取、貴族院議員鳴海周次郎の祖父） - 住所は車力村大字牛潟[4]。